# Элмор, Ларри
Ларри Элмор (англ. Larry Elmore; род. 1948) — американский художник и редактор.

## Биография
Родился 5 августа 1948 года в Кентукки, США, окончил Университет Западного Кентукки, бакалавр художественных наук. В 1971-73 отслужил в армии США. Женат, жена Элизабет, дети Дженнифер и Джереми.
Благодаря увлечению кельтской культурой, занялся живописью в жанре фэнтези. В конце 1970-х он начал карьеру профессионального художника, сперва работая для журнала Heavy Metal magazine. С 1981 Ларри — член художественной редакции TSR Inc., оказал большое влияние на игровую индустрию и облик игр серии Dungeons & Dragons. Наибольшую известность Элмору принесло создание внешнего облика сериала Dragonlance, для которого Ларри создал несколько сотен обложек и цветных иллюстраций.
С 1987 года Ларри работает также как вольнонаемный художник. На его счету — работы по Forgotten Realms, серия комиксов SnarfQuest, дизайн ролевых онлайн-игр серии EverQuest. Ларри — разработчик вселенной Sovereign Stone, книги по которой написали его друзья Маргарет Уэйс и Трейси Хикмен. Элмор — постоянный участник конвента DragonCon. Его картины хорошо продаются среди коллекционеров в США и Европе.